# Афонский кодекс Великой Лавры
Афонский кодекс Великой Лавры (лат. Codex Athous Laurae; условное обозначение: Ψ или 044) — унциальный манускрипт на греческом языке, IX или X века, содержащий текст четырёх Евангелий, Деяний Апостолов, Соборные послания и Послания Павла, на 261 пергаментных листах (21 x 15,3 см). Рукопись получила название от места своего хранения.

## Особенности рукописи
Текст на листе расположен в одну колонку, по 31 строке в колонке. 
Евангелие от Матфея, Марк 1,1-9,5 и один лист Послания к Евреям утрачены. Соборные послания следуют в необычном порядке: (Послания Петра, Послание Иакова, Послания Иоанна, Послание Иуды. 
Рукопись содержит краткое окончание Евангелия от Марка перед длинным, в чем соответствует с Королевским кодексом (L 019). 
Рукопись хранится на афонской горе в Великой Лавре (B' 52). 
Текст рукописи отражает византийский тип текста, но с большим числом чтений текста александрийского и некоторыми западного текста. Рукопись отнесена к III категории Аланда.